# Томанга
Томанга — река в России, протекает по Тотемскому району Вологодской области. Устье реки находится в 33 км от устья реки Царевы по правому берегу. Длина реки составляет 12 км.
Исток находится в болотах в 6 км к юго-востоку от посёлка Царева (центр муниципального образования «Калининское») и в 22 км к юго-западу от Тотьмы. Томанга петляет по заболоченным лесам, генеральное направление течения сначала запад, затем — северо-запад. Населённых пунктов на реке нет, за исключением деревень Радчино, Исаево и Климовская (все Муниципальное образование «Калининское»), стоящих при впадении Томанги в Цареву.

## Данные водного реестра
По данным государственного водного реестра России относится к Двинско-Печорскому бассейновому округу, водохозяйственный участок реки — Северная Двина от начала реки до впадения реки Вычегда, без рек Юг и Сухона (от истока до Кубенского гидроузла), речной подбассейн реки — Сухона. Речной бассейн реки — Северная Двина.
Код объекта в государственном водном реестре — 03020100312103000008176.